# 邵鼎 (清朝)
邵鼎，浙江仁和（今浙江杭州）人，是一名清朝政治人物。附贡出身。
邵鼎曾于1909年接替杨宝善任嘉定县知县一职，1910年由姚守彝接任。